# Weronika Tofilska
Weronika Tofilska (ur. 1985 w Katowicach) – polska reżyserka i scenarzystka filmowa.

## Życiorys
Pochodzi z Katowic. Jest absolwentką II Liceum Ogólnokształcącego im. Emilii Plater w Sosnowcu. Była laureatką olimpiady z języka Łacińskiego (2002) oraz Stypendium Jolanty i Aleksandra Kwaśniewskich (2002). Ukończyła naukę w Państwowej Ogólnokształcącej Szkoły Muzycznej II stopnia im. K. Szymanowskiego w Katowicach oraz w Szkole Filmowej im. Krzysztofa Kieślowskiego Uniwersytetu Śląskiego. Jest również absolwentką National Film and Television School w Beaconsfield.

## Reżyseria
- 2008: Kolejny dzień[6]
- 2010: Ostatni pociąg[7]
- 2013: Pink & Blue[8]
- 2013: Shortcuts to Hell: Volume 1[9]
- 2014: Suicide is Easy[10]
- 2014: The Patient[11]
- 2015: The Doorkeeper[12]
- 2021: Ferajna z Baker Street(inne języki) (2 odcinki)[13][14]
- 2022: Mroczne materie (1 odcinek)[13][15]
- 2024: Reniferek(inne języki) (4 odcinki)[16]

## Scenariusz
- 2013: Shortcuts to Hell: Volume 1[9]
- 2013: Pink & Blue[8]
- 2024: Love Lies Bleeding(inne języki)[17]

## Wyróżnienia
| Rok  | Konkurs          | Kategoria                                                                           | Tytułem           | Wynik     | Źródło |
| ---- | ---------------- | ----------------------------------------------------------------------------------- | ----------------- | --------- | ------ |
| 2024 | Nagroda Emmy     | Wybitna reżyseria – miniserial, film telewizyjny lub dramatyczny program specjalny, | Reniferek(odc. 4) | Nominacja | [ 18 ] |
| 2024 | Nagrody Astra TV | Najlepsza reżyseria – miniserial lub film telewizyjny                               | Reniferek(odc. 1) | Nominacja | [ 19 ] |